# Sicydium adelum
Sicydium adelum es una especie de pez de la familia de los Gobiidae en el orden de los Perciformes.

## Morfología
- Los machos pueden llegar a alcanzar los 14 cm de longitud total.
- Número de vértebras: 26.[1]

## Hábitat
Es un pez de Agua dulce, de clima tropical y demersal.(22 °C-31 °C )

## Distribución geográfica
Se encuentran en Centroamérica: vertiente atlántica de Costa Rica.

## Observaciones
Es inofensivo para los humanos.